# Chrysichthys bocagii
Chrysichthys bocagii är en fiskart som beskrevs av Boulenger, 1910. Chrysichthys bocagii ingår i släktet Chrysichthys och familjen Claroteidae. IUCN kategoriserar arten globalt som livskraftig. Inga underarter finns listade i Catalogue of Life.